# Adrapsa chartalis
Adrapsa chartalis là một loài bướm đêm trong họ Noctuidae.